# Jean Bernard (prédicateur)
Pour les articles homonymes, voir Bernard et Jean Bernard.
Jean Bernard (né au hameau de la Grézière, commune de Saint-Julien-du-Gua en 1672, mort au fort de Brescou en 1745 ou 1747) est un prédicateur protestant qui, après avoir été « inspiré », se soumit à peu près à « l'ordre » du pasteur Pierre Durand.

## Biographie
Jean Bernard a été baptisé par le pasteur La Valette  qui tenait un registre des baptisés, mariages et décès jusqu'en 1687 date de la révocation de l'édit de Nantes.
Jean Bernard fut maitre d'école à Ajoux en Ardèche. Il a été démis de cette fonction ou il en démissionna.
En 1707, le curé de Rompon le maria. Loin du Gua, Jean Bernard continua à prêcher la nuit, et travailla le jour la terre qu'il avait acquise lors de son mariage. Un cordonnier de Marcols, déclare l'avoir entendu à cette époque prier, entonner les psaumes et prêcher pendant trois heures. 
Mais en 1708, il se fit arrêter "aux portes de l'église de Rompon" par le seigneur du Pouzin, M. de Belin, escorté par des catholiques du lieu, à la porte de l'église de Rompon sa paroisse.
Jean Bernard fut amené au château de Beauregard où il fut enfermé durant trois mois et demi, puis dans la citadelle de Pont-Saint-Esprit.
Il s'en échappa, deux ans et deux mois plus tard, avec d'autres prisonniers, "par une cheminée qu'ils démolirent et s'enfuirent par le rempart".
Il ne revint pas à Rompon mais s'installa en tant que "granger" dans le Dauphiné pendant trois ans.
Fin 1713, il revint dans le Vivarais. La persécution huguenote était ralentie.
En 1716, il fut une seconde fois arrêté alors "qu'il portait un sac de blé au moulin du Pouzin".
Il fut de nouveau conduit à Beauregard puis dans la citadelle de Montpellier.
Jean Bernard fut libéré après un an et deux mois de détention sous ordre du duc de Roquelaure.
En 1718, sa femme tomba malade. Il revint à Rompon mais il fut une troisième fois arrêté dans sa demeure.
De nouveau envoyé à Beauregard puis dans la citadelle de Montpellier, il s'en évada au bout de huit mois avec d'autres prisonniers par une fenêtre dont ils ont réussi à rompre les barreaux. Ils sortent de la ville en descendant le rempart au moyen de "linceuls".
En 1721, il retourna dans le Vivarais, où il fut élu "modérateur" du premier synode du Vivarais, assemblée au Désert le 16 juillet 1721. Celui du 21 juin 1725 l'autorisa, vu la pénurie de pasteur, à administrer les sacrements . Il va se trouver aux côtés de Pierre Durand. Son rôle était de restaurer des Églises du Vivarais. 

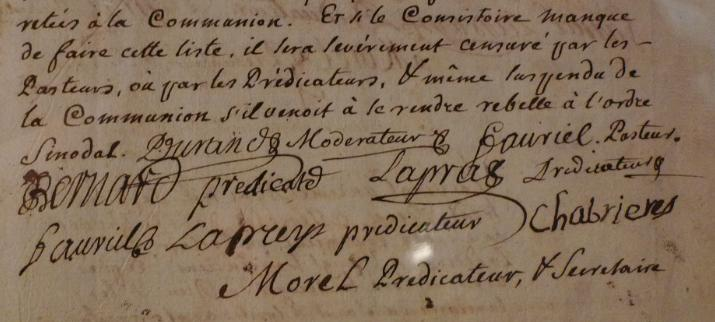
Signature de Jean Bernard, Pierre Durand, et d'autres huguenots se trouvant au Musée du Vivarais Protestant Maison de Pierre et Marie Durand au Bouschet-de-Pranles, Ardèche.

Vers 1727, une assemblée se tient près de chez lui entre Saint-Julien-en-Saint-Alban et Creissac.
En 1730, sa demeure à Rompon devint suspecte. « Elle sert de retraite, dit-on, aux coureurs qui passent le Rhône ».
Sa femme est considérée comme ne valant « pas mieux que lui ». Elle fut conduite à Privas par des soldats.
À la suite de cela, Jean Bernard quitta Rompon et alla s'installer à Loriol.
Le 14 juin 1734, il fut arrêté une quatrième fois à Loriol à l'âge de 62 ans, chez lui, dans sa demeure du Dauphiné. Il ne résista pas.
Il fut interrogé à Beauregard puis fut emmené au fort de Brescou où il mourut à l'âge de 73 ans, en 1745 ou 1747. Une note des "archives de l'Hérault" de l'époque clora cette douloureuse histoire : "24 mai 1747. Bernard du Guâ, est mort depuis quelque temps".  
Dans le temple de la Pervenche près de Saint-Julien-du-Gua, une plaque commémorative évoque Jean Bernard mais aussi Jean Rouvière et Louis Ranc.